# كأس فرنسا 1988–89
كأس فرنسا 1988–89 (بالفرنسية: Coupe de France de football 1988-1989)‏ هو الموسم 72 من كأس فرنسا. أشرف على تنظيمه اتحاد فرنسا لكرة القدم، وفاز فيه أولمبيك مارسيليا.